# Boris Todoroff
Boris M. Todoroff (Oostende, 13 september 1958) is een Vlaamse auteur. Hij bezit een licentie klassieke filologie (Katholieke Universiteit Leuven) en een postgraduaat Middeleeuwse Studies (KU Leuven en KU Nijmegen). Daarnaast is hij Master NLP (Arcturus/AETI Kessel-Lier, New York Training Institute).
Boris Todoroff publiceerde verhalen en essays in diverse literaire tijdschriften en debuteerde in 1991 met de verhalenbundel Isis, die genomineerd werd voor de AKO-Literatuurprijs.
Hij publiceerde tevens een omvangrijk overzicht van de westers-christelijke mystiek en schreef een boek over de vorming en de transformatieprocessen van de westerse mystiek.
Todoroff is freelance medewerker van Radio Klara en doceert mystiek en NLP bij socio-culturele organisaties, waaronder Amarant en de Volkshogeschool Vormingplus. Hij publiceert ook in het Frans.